# Eduard Buschmann
Johann Carl (oder Karl) Eduard Buschmann (* 14. Februar 1805 in Magdeburg; † 21. April 1880 in Berlin) war ein deutscher Sprachwissenschaftler, Bibliothekar und Privatsekretär.

## Leben

### Herkunft, Ausbildung und Beginn der Sekretärstätigkeit für die Humboldt-Brüder
Eduard Buschmann stammte aus einfachen Verhältnissen. Nach allem, was bekannt ist, war sein Vater Handwerker und Hausierer in Magdeburg und Umgebung. Hier absolvierte Eduard Buschmann seine Schulausbildung. Ein philologisches Studium in Berlin und Göttingen blieb ohne Abschluss. 1826 reiste Buschmann mit einer „Expedition Harzer Bergleute“ nach Mexiko, um indigene amerikanische Sprachen zu erlernen. 1828 kam er nach Berlin zurück. Dort wurde er zunächst mit Wilhelm, dann mit Alexander von Humboldt bekannt, für die er fortan als Sekretär tätig war. Umgekehrt beförderten die Geschwister Humboldt Buschmanns Karriere bei der Königlichen Bibliothek und in der Akademie der Wissenschaften.

### Karriere im Bibliotheksdienst
1832 wurde Buschmann als Assistent in der Königlichen Bibliothek angestellt und stieg intern, durch tätige Mithilfe Alexander von Humboldts, 1835 zum Kustos und 1853 zum Bibliothekar auf. Buschmann führte mit äußerstem Fleiß den Alphabetischen Bandkatalog der Bibliothek, betrachtete diese Tätigkeit aber als nachgeordnet. In einer autobiographischen Notiz in seiner Personalakte der Königlichen Bibliothek findet sich der Hinweis: „Durch diesen Eintritt in die Kgl. Bibliothek wurde mein von je her gehegter Vorsatz vereitelt, die Universitäts-Laufbahn in den orientalischen Sprachen zu betreten.“

### Karriere als Wissenschaftler
Auf Betreiben seines Freundes Karl Rosenkranz erhielt Buschmann 1835 die Ehrendoktorwürde der Universität Königsberg. 1840 in Berlin wurde ihm der Professorentitel verliehen. 1851 erfolgte schließlich die Wahl zum Mitglied der Akademie der Wissenschaften. Buschmanns Forschung richtete sich hauptsächlich auf die nordwest- und zentralamerikanischen Sprachen und die Dialekte von Malaysia und Polynesien.

### Mitarbeiter der Brüder Humboldt
Ab Ende der 1820er Jahre war Buschmann zudem als Privatsekretär der Brüder Wilhelm und Alexander von Humboldt tätig. Nach dem Tod Wilhelm von Humboldts kümmerte sich Buschmann um die Herausgabe unvollendet gebliebener Schriften, allen voran des Kawi-Werks (3 Bände, 1836–1839). Er assistierte Alexander von Humboldt bei der Erarbeitung von dessen Hauptwerk Kosmos – Entwurf einer physischen Weltbeschreibung (5 Bände 1845–1862) und erstellte das zugehörige Register, das 1862, drei Jahre nach Humboldts Tod, als fünfter Band erschien. Ferner unterstützte er Humboldt bei der Ausarbeitung der dritten Ausgabe der Ansichten der Natur (1849) sowie bei der Herausgabe der Kleineren Schriften (1853).

### Nachlass
Eduard Buschmanns eigener Nachlass befindet sich heute in der Handschriftenabteilung der Staatsbibliothek zu Berlin. Neben Vorarbeiten zu seinen sprachwissenschaftlichen Arbeiten enthät er dienstliche Dokumente aus seiner Zeit als Angestellter der Königlichen Bibliothek sowie das Wörterbuch einer von Buschmann selbst entwickelten Kurzschrift.
Neben den eigenen Schriften enthielt der Nachlass Buschmanns zahlreiche Handschriften von Alexander von Humboldt. Dieser hatte Buschmann bereits zu Lebzeiten zahlreiche seiner Handschriften geschenkt. Zudem vermachte ihm Humboldt testamentarisch den Kasten 10 seiner Materialsammlung, der sogenannten Kollektaneen zum Kosmos. Buschmann bewahrte die Handschriften zusammen mit den rund 1000 Briefen und Mitteilungen, die ihm Humboldt zugesandt hatte, bis zu seinem Tod bei sich auf. Seine Humboldt-Sammlung gelangte Anfang der 1880er Jahre zunächst in die Bibliothek der Friedrich-Wilhelms-Universität zu Berlin und 1886 in die Königliche Bibliothek. Heute befindet sich Buschmanns Humboldt-Sammlung zusammen mit weiteren Dokumenten aus Humboldts Nachlass und den Briefen aus dem Briefwechsel zwischen Humboldt und dem Geodäten Heinrich Berghaus in der Jagiellonischen Bibliothek in Krakau.

## Verweise